# Herbert Kitchener
Horatio Herbert Kitchener, I conde de Kitchener (Ballylongford, Irlanda, 24 de junio de 1850-Islas Orcadas, 5 de junio de 1916) fue un importante militar y político británico de origen irlandés.

## Primeros años
Kitchener nació en Ballylongford, en el condado de Kerry, Irlanda, hijo de Henry Horatio Kitchener y Frances Anne Chevallier-Cole. Tras completar sus estudios en Suiza y en la Real Academia Militar de Woolwich luchó como voluntario en el Ejército francés durante la guerra franco-prusiana y en 1871 se alistó en los Ingenieros Reales del Ejército Británico. Sirvió entonces como tasador en Palestina, Egipto y Chipre, donde aprendió a hablar árabe y realizó varios mapas topográficos de estas regiones. 
Posteriormente fue vicecónsul británico en Anatolia y en 1884 participó como edecán en la fallida expedición contra Jartum que esperaba salvar al gobernador Charles George Gordon de los rebeldes sudaneses liderados por Muhammad Ahmad. En esta época murió su prometida Hermione Baker en El Cairo, víctima de la fiebre tifoidea, por lo que Kitchener se emparejó con su joven sobrina Bertha Chevallier-Boutell, hija de su primo Francis H. de Chevallier-Boutell.

## Segunda expedición a Sudán
Alcanzó la fama en su país al participar en la reconquista de Sudán para la Corona británica entre 1886 y 1899, de nuevo como ayuda de campo. Ingresó en la Orden del Baño y fue nombrado Sirdar del ejército Anglo-Egipcio, al que dirigió en la batalla de Omdurmán contra los sudaneses el 2 de septiembre de 1898. La victoria anglo-egipcia se debió en gran medida a las facilidades creadas por la construcción de líneas férreas en la zona que el propio Kitchener había promovido.
Ese mismo año, resolvió incruentamente el Incidente de Fachoda con las fuerzas coloniales francesas que pretendían extender su área de influencia hasta el río Nilo, evitando la guerra entre ambos países.
El 18 de noviembre de 1898 fue nombrado Barón de Jartum y Aspall (Suffolk, Inglaterra) y se le encomendó la creación de un gobierno colonial que mantuviese la paz en Sudán. Con el fin de ganarse a la población local, Kirchener promovió la creación de escuelas y otras instituciones educativas como el Gordon Memorial College, en las que se autorizó a estudiar a los niños de todas las clases sociales. También ordenó reconstruir la mezquita de Jartum y dictó leyes que reconocían el viernes (día de la oración para los musulmanes) como fiesta oficial y la libertad de culto en Sudán, y se opuso a las pretensiones de los misioneros cristianos evangélicos de convertir a los musulmanes sudaneses al cristianismo. Además, realizó una pequeña reforma fiscal destinada a reducir los impuestos que los sudaneses debían pagar al jedive de Egipto (gobernante títere de los británicos) y entregó unas pocas tierras y aperos de labranza en propiedad a los granjeros de la región, que vivían hasta entonces en un régimen de tipo feudal.
Todo ello condujo a que en 1899, una de las pequeñas islas del Nilo a su paso por Asuán fuera denominada isla Kitchener en su honor.

## Guerra de los bóeres
Kitchener se unió a los refuerzos británicos de Frederick Roberts enviados a Sudáfrica en diciembre de 1899, tras el estallido de la segunda guerra bóer. En noviembre de 1900 sustituyó a Roberts como Comandante en Jefe de las tropas británicas, ya que este había caído enfermo.
Las tropas convencionales de los bóeres fueron derrotadas rápidamente, pero el intento de firmar un tratado de paz y reconciliación en febrero de 1901 fracasó debido al veto del Gobierno británico. La guerra se reanudó entonces, ahora convertida en una guerra de guerrillas contra los granjeros bóeres, en la que Kitchener puso en práctica las tácticas de Roberts tras modificarlas para hacerlas más eficaces.
La campaña subsiguiente fue brutal. Se intentó destruir desde cero cualquier apoyo que la población civil pudiese brindar a los soldados bóeres, practicando una política de tierra quemada. Las granjas fueron incendiadas y se extendió la construcción de blocaos (fortines de madera prefabricados, capaces de desarmarse, transportarse y volverse a armar allí donde hiciesen falta). Kitchener tuvo asimismo el dudoso honor de organizar el primer sistema de campos de concentración en el siglo XX, donde cerca de 20 mil mujeres, niños y hombres bóeres, todos ellos civiles, murieron de hambre y malos tratos entre 1900 y el final de la guerra en 1902. Ni siquiera su popularidad previa pudo salvarle de la críticas generalizadas en Gran Bretaña, el resto de Europa y, obviamente, Sudáfrica. Su mayor azote en este sentido fue la trabajadora humanitaria Emily Hobhouse, originaria de Cornualles.
La gran mayoría de los guerrilleros bóeres no eran soldados profesionales y por tanto no llevaban uniforme militar, sino que combatían con su indumentaria civil. Tras las largas campañas, esta vestimenta poco adecuada quedaba hecha jirones y los rebeldes se veían obligados a ponerse los uniformes de los soldados británicos que capturaban o mataban, ya que les era imposible conseguir vestimenta en las granjas que los ingleses habían incendiado. Los británicos acusaron entonces a los bóeres de intentar hacerse pasar por soldados de la Corona para poder pasar desapercibidos y atacar así al contrario detrás de sus líneas. Kitchener ordenó entonces que se ejecutase en el instante a cualquier militar o civil capturado que llevase un uniforme británico robado, aunque luego se arrepintió de ello y trató de negar ante el público que él hubiese redactado dicha orden. El escándalo alcanzó sus cotas más altas cuando numerosos soldados australianos, entre los que se encontraba el soldado de caballería y famoso poeta Breaker Morant, fueron arrestados y juzgados por un tribunal militar tras ejecutar a sangre fría a numerosos prisioneros bóeres (entre ellos niños), varios nativos africanos e incluso a un misionero alemán, excusándose en la orden de Kitchener relativa a los uniformes.

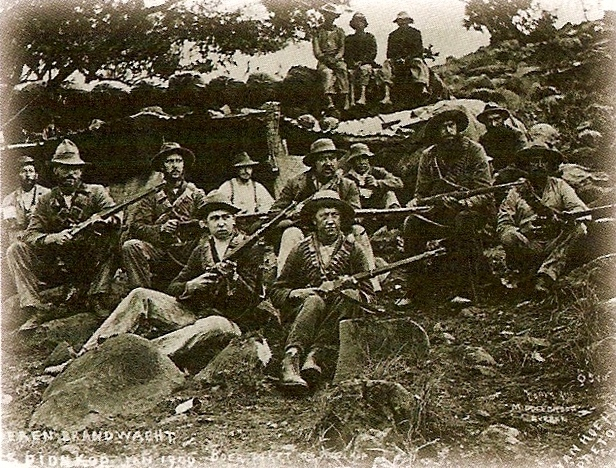
Milicianos bóeres en 1900.

Los tenientes Breaker Morant y Peter Handcock fueron declarados culpables y fusilados en Pietersburg el 27 de febrero de 1902, siendo sus sentencias de muerte firmadas por el propio puño de Kitchener. Esta decisión es fuente de controversia incluso hoy en día, especialmente en Australia, donde se asegura que los dos militares fueron simples cabezas de turco en la lucha de Kitchener por remontar su popularidad, que entonces caía en picado.
Tras seis tensos meses se firmó por fin el Tratado de Vereeniging de 1902. En los días previos Kitchener se había enfrentado repetidamente al gobernador de la Colonia del Cabo y el gobierno británico en su intento por terminar de una vez por todas con la guerra, aunque eso significase firmar una paz que reconociese ciertos derechos a los bóeres, entre ellos un futuro autogobierno y la reconstrucción de sus propiedades a cargo de la Corona británica. Seis días después del acuerdo, Kitchener fue nombrado Vizconde de Jartum, Aspall y Vaal (Transvaal, Sudáfrica).

## Estancia en la India y regreso a Egipto
A continuación, Kitchener fue nombrado comandante en jefe de las tropas británicas en la India, labor que desempeñaría entre 1902 y 1909, durante las cuales reestructuró las desorganizadas fuerzas coloniales que operaban en el país. Esto le condujo a un duro enfrentamiento con el virrey lord Curzon de Kedleston, que temía perder su puesto en favor del recién llegado. En 1910, Kitchener alcanzó el grado de mariscal de campo, pero Curzon logró sortear con éxito su intento de llegar a ser nombrado virrey en 1911.
Al no poder ser cabeza de la principal colonia británica, Kitchener tuvo que contentarse con el puesto de gobernador general de Egipto y Sudán, nominalmente bajo el mando de Abbas II Hilmi, jedive de Egipto y rey de Nubia, Sudán, Kordofán y Darfur.
El 29 de junio de 1914, fue nombrado primer conde Kitchener de Jartum y Broome (condado de Kent, Inglaterra). De forma excepcional, se le autorizó a legar su título a su hermano y a su sobrino, ya que Kitchener no estaba casado ni tenía hijos en ese momento.

## Primera Guerra Mundial

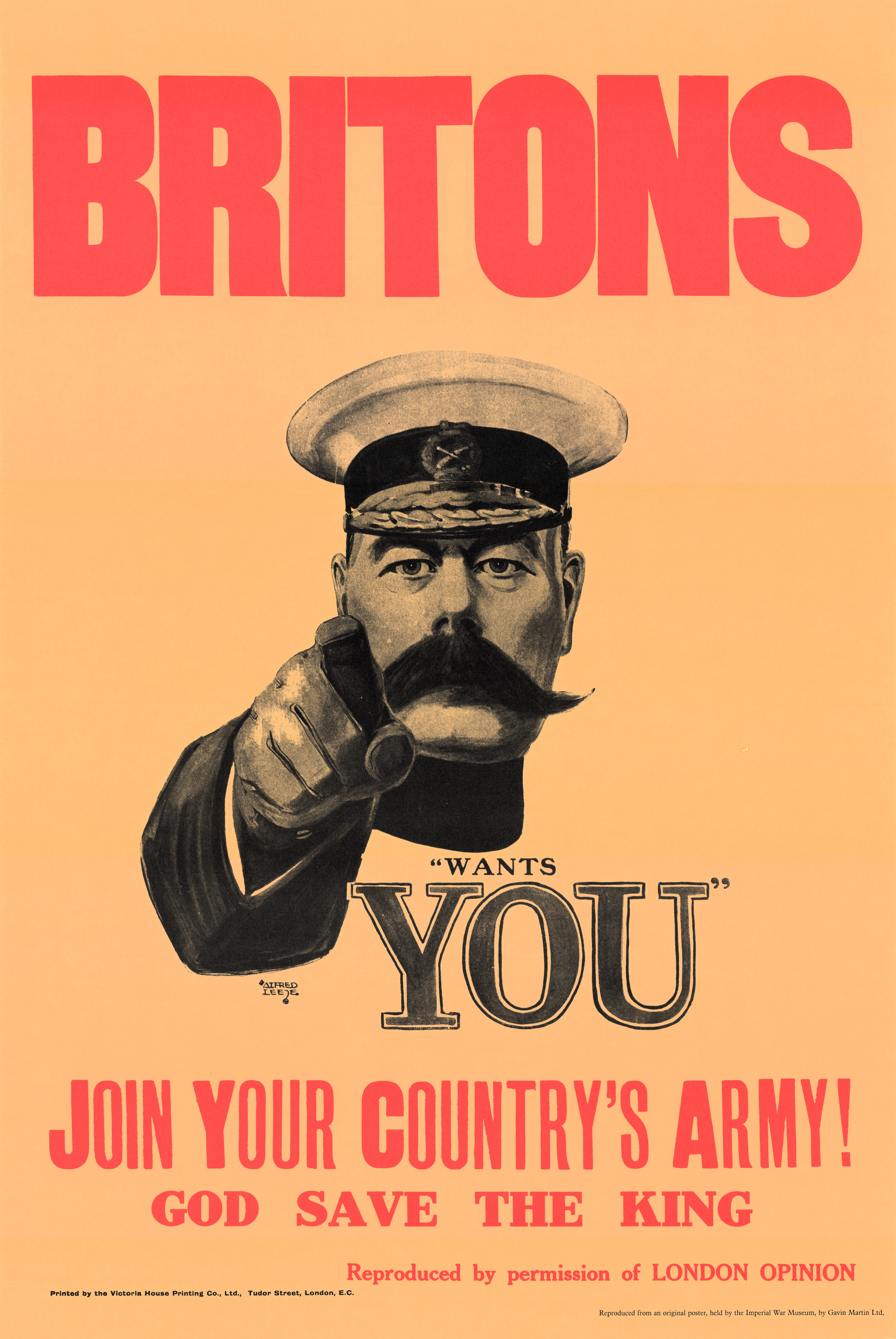
Cartel de reclutamiento de la Primera Guerra Mundial, con la imagen de Kitchener.

Al estallar la Primera Guerra Mundial, el primer ministro H. H. Asquith nombró rápidamente a Horatio Kitchener como nuevo Secretario de Estado de Guerra. Al contrario que el resto de sus compañeros, Kitchener predijo que la guerra sería larga, de al menos tres años de duración, tendría un gran número de víctimas y requeriría de grandes ejércitos con los que poder derrotar a Alemania.
Dirigió entonces una gran campaña de reclutamiento en la que se extendieron los carteles con su imagen, en los que señalaba al posible recluta bajo el rótulo Britons wants you ("Británicos, [Kitchener] os necesita"), los cuales serían el modelo del famoso I want you protagonizado por el Tío Sam en Estados Unidos a partir de 1917.
Tras la entrada del Imperio otomano en la guerra y el consiguiente cierre de los Dardanelos a los aliados, Kitchener propuso abrir un frente nuevo en la ciudad de Alejandreta, que sería invadida por tropas de la ANZAC, el Nuevo Ejército y los reservistas indios. La ciudad escogida era el hogar de una importante población cristiana y el centro estratégico de la red ferroviaria otomana. Sin embargo, el plan fue desechado y sustituido en su lugar por la desastrosa Campaña de Galípoli (1915-1916) planificada por Winston Churchill.
Este fracaso, unido a la crisis política de 1915 en Gran Bretaña, puso de nuevo la reputación de Kitchener bajo mínimos, hasta el punto de que este llegó a ofrecer su dimisión a Asquith. El primer ministro, sin embargo, se negó a aceptarla, aunque le retiró la responsabilidad sobre las municiones, que transfirió a un nuevo ministerio bajo la dirección de David Lloyd George. En mayo de 1916 comenzó a prepararse una misión diplomática en Rusia a la que originalmente debían acudir Kitchener y Lloyd George, pero este, en el último momento y demasiado atareado con su nuevo ministerio, abandonó la iniciativa y dejó su control de forma completa al primero.
Unos días antes de embarcarse, Kitchener comunicó a Edward Stanley su intención de presionar diplomáticamente a ambos bandos con el fin de llegar a un compromiso que pusiese fin a la guerra en poco tiempo, pues temía que si dejaba el asunto en manos de los políticos, la situación no sólo se alargaría sino que acabaría con una paz demasiado "mala" que no haría sino precipitar nuevos enfrentamientos en el futuro.

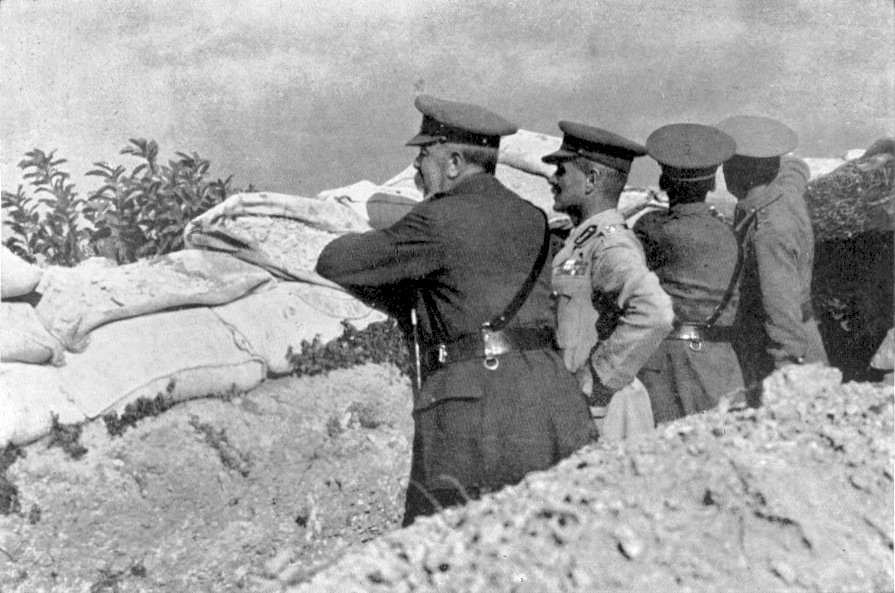
Kitchener visita a las tropas australianas en Galípoli, en 1915.

El 4 de junio de 1916 acudió al Parlamento para responder a las preguntas de los políticos acerca de cómo marchaban las últimas decisiones acerca de la guerra. La situación no podía ser peor en algunas cuestiones, como la de los dos millones de fusiles que Kitchener había encargado a diversas industrias armamentísticas de Estados Unidos al comienzo de la guerra y de los cuales sólo se habían entregado 480 hasta la fecha. La construcción de cascos para los navíos de guerra tampoco marchaba mucho mejor.
No obstante, Kitchener detalló una serie de medidas que había tomado con el fin de asegurarse suministros alternativos. Gracias a esto consiguió ganarse el sonoro apoyo de más de 200 parlamentarios, entre los que se encontraba George Arthur, el mismo que había lanzado una moción de censura contra Kitchener en la Cámara de los Comunes una semana antes de su comparecencia en el parlamento.

## Muerte

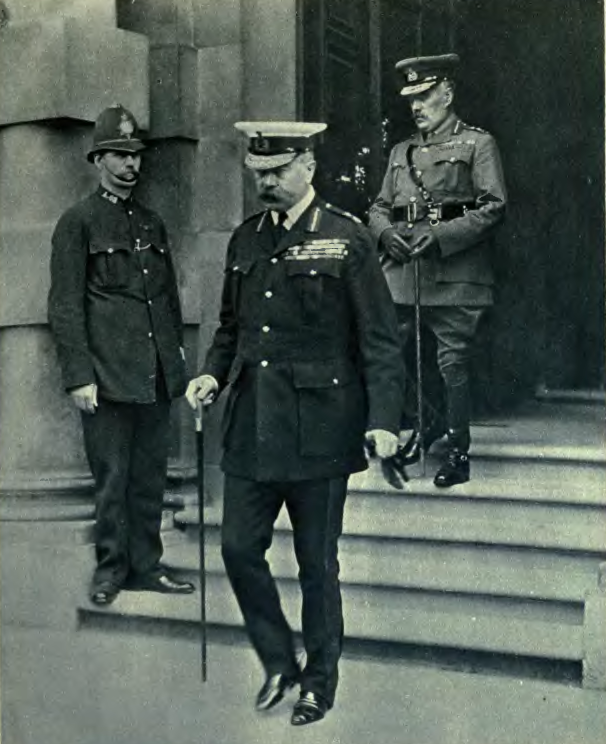
Última fotografía de Kitchener, abandonando Westminster tras una reunión con diputados.

Tras recalar en la base naval de Scapa Flow, Kitchener embarcó en el crucero acorazado HMS Hampshire para realizar una misión diplomática en Rusia. El 5 de junio de 1916, mientras se dirigía al puerto de Arcángel, el HMS Hampshire chocó con una mina marina y se hundió al oeste de las Islas Orcadas. Solo sobrevivieron 12 hombres de los más de 650 que iban a bordo, entre los que no se encontraban Kitchener (cuyo cadáver nunca fue hallado) ni ninguno de los miembros de su gabinete. El mismo día, la última división del ejército de Kitchener cruzaba el Canal de la Mancha y tomaba posiciones en Flandes y el norte de Francia, donde ayudarían a derrotar al Imperio alemán en 1918.
Al conocerse su muerte, la pequeña ciudad de Berlín, en Ontario (Canadá), fue rebautizada como Kitchener en su honor. El monte Kitchener, en las Montañas Rocosas, fue también llamado así en su memoria y se construyó un monumento dedicado a Kitchener en sus inmediaciones.
Un mes después de su muerte se fundó el Lord Kitchener national Memorial Fund, destinado a ayudar a las víctimas de la guerra, ya fuera prestándoles atención médica o ayuda financiera. Tras el armisticio, la fundación pasó conceder becas universitarias a los soldados, exsoldados e hijos de militares, labor que sigue desempeñando en la actualidad.

### Teorías de conspiración
La repentina desaparición de Kitchener, unida al hecho de que su cadáver jamás fue recuperado, dio pie en seguida a múltiples teorías de conspiración que se han prolongado en mayor o menor medida hasta la actualidad.
La piedra angular de estas teorías es el hecho de que el entonces ministro de Municiones y más tarde primer ministro David Lloyd George tenía previsto embarcar junto a Kitchener, pero canceló su viaje en el último momento, librándose así de una muerte segura. Esto, unido a una supuesta tardanza excesiva de los medios de rescate, ha llevado a ciertos autores a especular con la idea de que Kitchener fue en realidad asesinado por el propio Gobierno Británico, o que al menos su muerte resultaba conveniente para Londres, que lo veía como un militar anticuado que sólo podía ser un estorbo en el desarrollo de la guerra moderna. Sin embargo, si se tiene en cuenta que la muerte de Kitchener causó una honda repercusión en la opinión pública británica y fue extensamente percibida como un desastre para el desarrollo de la guerra, esta idea debe considerarse al menos inverosímil, por no decir otra cosa.
Tras la guerra, el poeta Alfred Douglas sugirió una nueva conspiración en la que aseguraba la existencia de conexiones entre la muerte de Kitchener, la batalla de Jutlandia y un acuerdo suscrito entre Winston Churchill y ciertas organizaciones judías. Churchill denunció entonces a Douglas por difamación y consiguió que el escritor fuera internado durante seis meses en prisión. Otros aseguraron en su momento que el HMS Hampshire nunca chocó con una mina, sino que fue hundido por la detonación de una bomba embarcada subrepticiamente por agentes del Ejército Republicano Irlandés (IRA), para los que Kitchener, irlandés él mismo pero totalmente entregado a la causa del Imperio británico y considerado así como un traidor a su país, representaba una amenaza ineludible para la independencia de Irlanda. Cabe mencionar que el fallido Alzamiento de Pascua había tenido lugar tan sólo unos meses antes del incidente.
El general Erich Ludendorff, jefe del Alto Mando alemán (junto a von Hindenburg), afirmó que unos comunistas rusos que trabajaban para derrocar al zar entregaron el plan de viaje de Kitchener a Alemania. También afirmó que Kitchener fue asesinado "debido a su habilidad", ya que se temía que podía ayudar a la recuperación del Ejército Imperial Ruso.
Con toda probabilidad, la más espectacular de las teorías de conspiración relacionadas con la muerte de Kitchener es la defendida en 1926 por el estafador Frank Power, quien aseguró que el cuerpo de Kitchener fue rescatado tras el desastre por un pescador noruego. Power incluso llegó a hacer traer un ataúd desde Noruega y organizar un entierro solemne en la Catedral de San Pablo. Sin embargo, las autoridades intervinieron y ordenaron la apertura del féretro en presencia de la policía y un distinguido patólogo, quienes solo encontraron un montón de alquitrán en su interior con el fin de hacerlo más pesado. Aunque Power fue atacado con fiereza por la opinión pública, el estafador jamás llegó a ser procesado por delito alguno.
En 1969, la película Fraulein Doktor de Dino De Laurentiis sugirió la existencia de un espía alemán que habría descubierto los preparativos del viaje de Kitchener e informado posteriormente al capitán del U-Boot SM U-75.